# Hate Culture (Album)
Hate Culture ist das Debütalbum der US-amerikanischen Band William Control.
Das Konzept des Albums behandelt den letzten Tag eines Mannes namens William Control, bevor dieser sich selbst das Leben nimmt. Um das Album zu promoten, wurden ein Clip mit dem Titel Taste und eine Vorschau auf den Song Strangers über Myspace veröffentlicht.
Aus dem Album wurde das Stück Beautiful Loser ausgekoppelt, welches am 30. September 2008 veröffentlicht wurde.

## Titelliste
Alle Songs wurden vom Sänger Wil Francis selbst komponiert und geschrieben.
1. Prologue – 2:03
2. Beautiful Loser – 4:35
3. Strangers – 4:03
4. Hate Culture – 4:23
5. Tranquilize – 3:15
6. Razor's Edge – 4:20
7. We Are Already Here – 0:11
8. Cemetery – 3:42
9. Don't Cry For Me – 2:56
10. Damned – 3:24
11. The Whipping Haus – 4:43
12. London Town – 8:59